# Santuario nacional Lagunas de Mejía
El santuario nacional Lagunas de Mejía (SNLM) ubicado en los distritos de Mejía y Deán Valdivia, provincia de Islay, departamento de Arequipa, Perú. Se estableció el 24 de febrero de 1984, mediante Decreto Supremo n.º 015-84-AG. Tiene una superficie de 690,6 ha. Es un espacio natural protegido por el gobierno para la conservación de aves en peligro de extinción. El 30 de marzo de 1992 fue designado sitio Ramsar.

## Geografía y ubicación
Las lagunas de Mejía, se ubican en los distritos de Mejía y Deán Valdivia en la provincia de Islay, departamento de Arequipa; y llevan el nombre de lagunas de Mejía por su cercanía a ese Balneario. Las lagunas están conformadas por:
- Montes ribereños
- Lagunas
- Pantanos
- Playas
- Totorales
- Gramadales
- Río Tambo

## Fauna
Es posible encontrar 211 especies de aves. Algunas se encuentran en esta zona sólo en una determinada época del año, en su afán de escapar del crudo invierno de otras latitudes. De las migratorias, 17 llegan a Mejía de otras partes del Perú, 4 de otros países de Sudamérica y 34 desde América del Norte, ya que en época de invierno en sus países o zonas en las que se encuentran vienen acá al Perú (vienen más en enero o febrero ) ya que es época de verano en el Perú, las aves que vienen: como por ejemplo la gaviota de Franklin.
Es un refugio y lugar de descanso para las aves migratorias en más de 2000 km de la costa del Pacífico. Proporciona el hábitat y alimento necesario, principalmente a las aves que provienen del hemisferio norte, como el playero blanco (Calidris alba). 
En las orillas de las lagunas se encuentra el sapo (Rhinella limensis), mientras que en las colinas de las playas cercanas se observan lagartijas, como Microlophus tigris y de las zonas más altas baja el zorro gris (Lycalopex griseus). Se han registrado especies de peces como la lisa (Mugil cephalus) y el pejerrey (Basilichthys sp.). 
En cuanto a las aves, existen aproximadamente 211 especies en la zona de playa, entre migratorias y residentes. Se pueden observar: gaviota gris (Larus modestus), playero blanco (Calidris alba), rayador (Rynchops niger), gaviota peruana (Larus belcheri), gaviota dominicana (Larus dominicanus) y gaviota de capucha gris (Larus cirrocephalus). 
En las lagunas también se encuentran otras aves como el zambullidor pimpollo (Rollandia rolland), el zambullidor grande (Podiceps major), el pato sutro (Anas flavirostris), el pato gargantillo (Anas bahamensis), el pato colorado (Spatula cyanoptera), la polla de agua (Gallinula chloropus), la choca (Fulica americana), la gallineta común (Rallus limicola), la garza cuca (Ardea cocoi), la garza blanca grande (Egretta alba), la garza blanca pequeña (Egretta thula) y la garza azul (Hydranassa caerulea). Las parihuanas (Phoenicopterus chilensis) tienen preferencia por las áreas de poca vegetación.

## Flora
La vegetación dominante que se puede encontrar es el junco (Scirpus sp.), la totora (Typha sp.) y los gramadales asociados con Sarcocornia fructicosa. Dentro del agua de las lagunas se encuentran algas del género Chara sp.

## Objetivos
Entre los objetivos del Santuario nacional Lagunas de Mejía están proteger la avifauna residente en peligro de extinción, así como las especies migratorias; conservar el refugio de las aves migratorias en sus rutas norte-sur; preservar el hábitat para especies endémicas en peligro de extinción; mantener importantes asociaciones de flora silvestre propias de los ecosistemas acuáticos del litoral y promover el desarrollo económico de la región mediante el desarrollo de la actividad turística.

## Lugares cercanos
Mejía es el pueblo más cercano, a solo 5 minutos del refugio. Mejía es un balneario muy importante por su preferida actividad turística en la región de Islay.
El pueblo de La Curva es la capital del distrito donde se encuentra el Santuario, cuenta con pintorescas callejuelas y construcciones de los años 40 y 50, famoso por sus chicharrones y sus alfajores.
Mollendo es la Ciudad más cercana, la capital de la provincia de Islay, donde se encuentra el santuario, una Ciudad Balneario muy importante en el país.

## Accesibilidad
Debido a su ubicación geográfica, el Santuario nacional Lagunas de Mejía no tiene problemas de acceso. A él puede llegarse fácilmente a través de vías terrestres que parten desde Lima y desde las principales
ciudades del sur del país. Hay seis rutas alternativas de carreteras asfaltadas.